# Tocco arciducale

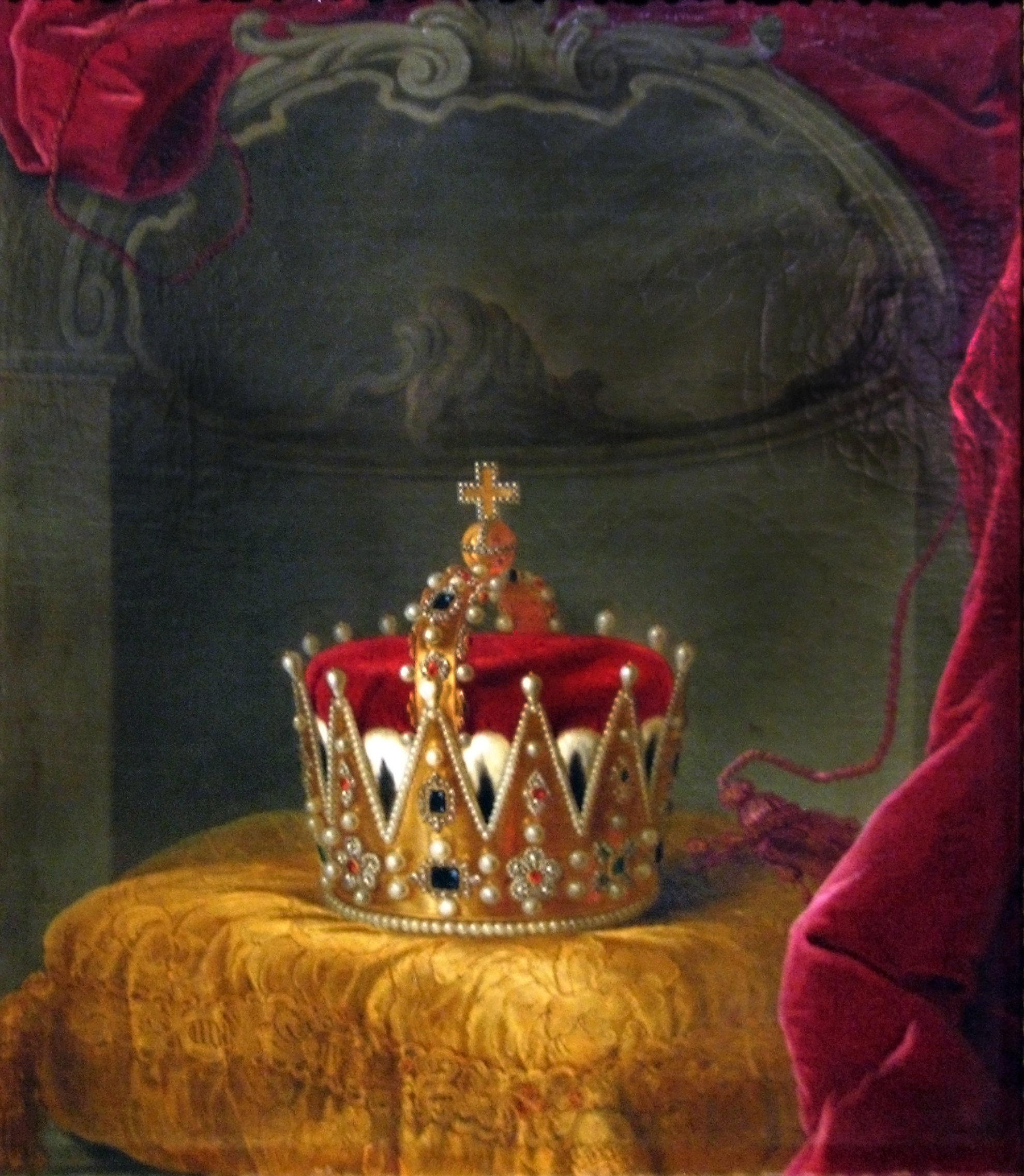
Particolare di un ritratto di Giuseppe II d'Asburgo-Lorena: alla sua destra è visibile la corona arciducale austriaca.

Il tocco arciducale  (in tedesco: Erzherzogshut) o corona arciducale (in tedesco: Erzherzogskrone) è la corona con cui venivano incoronati di duchi d'Austria.

## Storia
La prima corona arciducale  viene riportata nel ritratto di Rodolfo IV, duca d'Austria anche se probabilmente questa corona non esistette mai e fu utilizzata solo simbolicamente e negli stemmi. Ernesto I d'Asburgo fece costruire la prima corona arciducale alla morte di Ferdinando II per la contea del Tirolo nel 1595.
La forma attuale del tocco arciducale come corona ufficiale degli arciduchi d'Austria venne realizzata fisicamente nel 1616 per il reggente del Tirolo, Massimiliano III, anche se il luogo di realizzazione rimane sconosciuto. Essa era conservata presso il Monastero di Klosterneuburg nella Bassa Austria. Essa venne portata successivamente a Vienna nel 1620 per la cerimonia di omaggio (Erbhuldigung) al nuovo regnante e qui rimase sino al 1835. A questa vennero affiancate altre due corone: il tocco ducale conservato oggi al Landesmuseum Joanneum di Graz per la Stiria. L'altra venne realizzata in sostituzione della corona arciducale per l'Imperatore Giuseppe II nel 1764 in occasione della sua incoronazione a Francoforte, della quale però oggi rimane la sola struttura metallica.

## Caratteristiche
La tipica corona arciducale inglobava in sé due strutture presenti separatamente, ovvero la tipica corona all'antica con puntali aguzzi in oro decorati con pietre preziose e perle ed il tocco da principe che era in uso già presso i principi elettori o i principi regnanti del Sacro Romano Impero. Quest'ultimo era caratterizzato da una struttura in velluto rosso bordata alla base da un risvolto di ermellino con code nere.